# Domenico Spinucci
Domenico Spinucci (Fermo, 2 de março de 1739 - Benevento, 21 de dezembro de 1823) foi um cardeal do seculo XIX

## Biografia
Nasceu em Fermo em. 2 de março de 1739. Batizado no mesmo dia. Filho do conde Giuseppe Spinucci e Beatrice Vecchi-Buratti. Irmão da Condessa Maria Chiara Spinucci da Lusácia.
Com apenas doze anos, em 1751, obteve o doutorado em utroque iure , direito canônico e civil, na Universidade de Fermo; em consequência das controvérsias que se seguiram, estudou na Universidade de Bolonha, onde obteve o doutorado in utroque iure , direito canônico e civil, em 5 de julho de 1757.
Ordenado em 19 de março de 1763. Examinador pró-sinodal. Pró-vigário geral de Fermo.
Eleito bispo titular de Targa, em 3 de abril de 1775. Consagrado, em 17 de abril de 1775, catedral de Fermo, pelo cardeal Urbano Paracciani, arcebispo de Fermo (desconhecem-se os co-consagradores). Transferido para a sede de Macerata e Tolentino, em 12 de maio de 1777. Administrador interino de Recanati e Loreto, em 30 de junho de 1787. Promovido à sede metropolitana de Benevento, em 27 de junho de 1796.
Criado cardeal sacerdote no consistório de 8 de março de 1816; recebeu o chapéu vermelho em 11 de março de 1816; e o título de S. Calisto, de 29 de abril de 1816. Não participou do conclave de 1823, que elegeu o Papa Leão XII.
Morreu em Benevento em 21 de dezembro de 1823. Exposto e enterrado na catedral metropolitana de Benevento, em 24 de janeiro de 1824. Ao Monte di Pietà em Benevento deixou todo o seu legado; ele era generoso para com a Igreja, e especialmente com os pobres.